# Jan Axelsson (politiker)
Jan Olof Nikolaus Axelsson, född 10 januari 1939 i Uppsala, död 3 juni 2018 i Stora Kopparbergs distrikt i Falun, var en svensk politiker (miljöpartist), språkrör för Miljöpartiet de gröna 1990–1992.
Han valdes till språkrör på kongressen 1990 i Jönköping och 1991 i Östersund.